# جوزيف ديزاير كورت
جوزيف ديزاير كورت (14 سبتمبر 1797 - 23 يناير 1865) هو كان رسام فرنسي أشتهر برسمه للموضوعات والصور التاريخية التي من ضمنها لوحة مشهد من الطوفان العظيم.